# Rolls-Royce (azienda 1906)
La Rolls-Royce Limited era un'azienda produttrice di auto e, in seguito, anche di motori aeronautici e diesel.
È stata fondata il 15 marzo 1906 da Charles Rolls e Henry Royce a seguito di un partenariato formato nel 1904, divenendo presto il principale fornitore della Casa Reale inglese.
Nel 1971 l'azienda rischiò la bancarotta per via dello sviluppo dell'avanzato motore a reazione RB211 e venne salvata dal governo inglese con la nazionalizzazione. Nel 1973 la divisione automobili è stata separata, con il nuovo nome di Rolls-Royce Motors, diventata a sua volta Rolls-Royce Motor Cars nel 2003. La Rolls-Royce Limited continuò come azienda nazionalizzata la produzione di motori aerei, fino a quando non venne privatizzata nel 1987 diventando Rolls-Royce plc.

## Storia

### Il primo periodo: le automobili
Nel 1884, Henry Royce avvia un'attività commerciale di meccanica e materiali elettrici. Nel 1904 costruisce la sua prima autovettura, una "Royce", nella sua fabbrica di Manchester. Il 4 maggio dello stesso anno, Royce viene presentato a Charles Rolls al Midland Hotel di Manchester; la coppia decide di concludere un accordo in cui Royce avrebbe prodotto automobili, per essere vendute esclusivamente da Rolls. Una clausola che era stata aggiunta al contratto, prevedeva che l'auto sarebbe stata chiamata "Rolls-Royce". L'azienda è stata costituita il 15 marzo 1906, e si trasferì a Derby nel 1908.

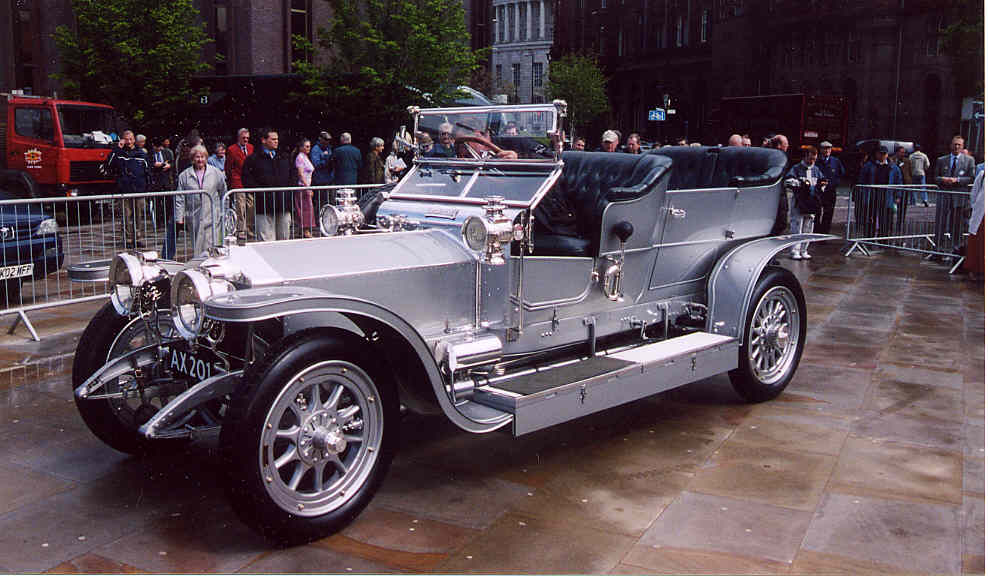
Rolls-Royce Silver Ghost alla celebrazione del centenario della casa (2004)

La Silver Ghost (1907-1925), era responsabile per la precoce reputazione dell'azienda. Aveva un motore a 6 cilindri, e sono state costruite 6.173 autovetture. La Silver Ghost era una vettura dalla leggendaria morbidezza e fluidità di funzionamento che completò all'epoca un viaggio di 14.371 miglia praticamente non-stop, creando così il mito de 'la migliore auto del mondo'. Nel 1921, l'azienda ha aperto una seconda fabbrica a Springfield, Massachusetts (negli Stati Uniti) per contribuire a soddisfare la domanda, dove sono state costruite ulteriori 1.701 "Springfield Ghosts". Questa fabbrica ha operato per 10 anni, venendo chiusa nel 1931. Il suo telaio è stato utilizzato come base per la prima auto blindata britannica usata in entrambe le guerre mondiali, la Rolls-Royce Armoured Car.
Nel 1931, l'azienda ha acquisito la sua rivale nell'auto Bentley, le cui finanze al tempo della Grande depressione erano disastrate. Da allora fino alla fine del 2002, anno in cui il marchio Rolls-Royce divenne di proprietà del gruppo BMW mentre quello Bentley entrò nell'orbita Volkswagen, le autovetture Bentley e Rolls-Royce sono state spesso identiche a parte la calandra del radiatore e dettagli minori.
A partire dal 1933, dopo la morte del cofondatore Henry Royce, il monogramma rosso "RR" posto sui radiatori delle vetture viene riportato in nero, quale segno di lutto.
Nel 1946 la produzione automobilistica di Rolls-Royce e Bentley si trasferì a Crewe, e nel 1959 anche presso la Carrozzeria Mulliner Park Ward, Londra, frutto della fusione fra due aziende acquistate dalla Rolls Royce, la H. J. Mulliner & Co. e la Park Ward, dove l'azienda ha iniziato a costruire le carrozzerie per le sue auto per la prima volta: in precedenza aveva costruito solo il telaio, lasciando le carrozzerie a carrozzieri specializzati.

### Motori aeronautici

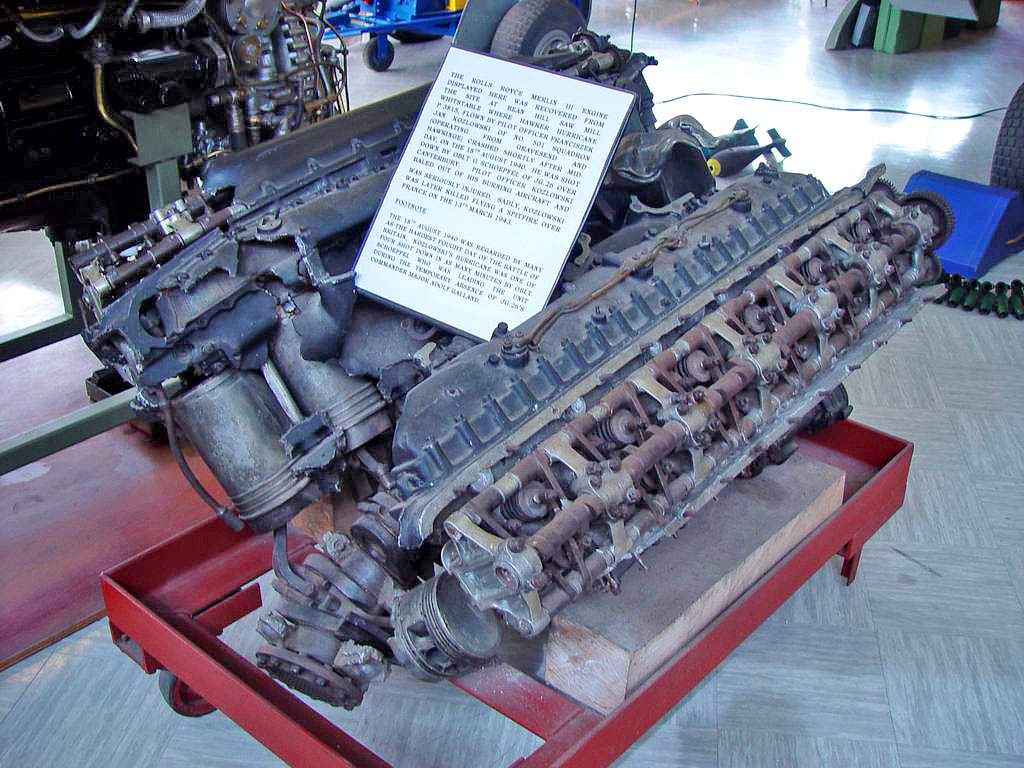
motore Merlin

Il primo motore aeronautico costruito dall'azienda è stato l'Eagle, costruito dal 1914. Circa la metà dei motori per aeromobili utilizzati dagli Alleati nella prima guerra mondiale sono stati fatti da Rolls-Royce. Dalla fine degli anni venti, la produzione di motori aeronautici costituisce l'attività principale della Rolls-Royce.
L'ultimo progetto di Henry Royce è stato il Merlin, uscito nel 1935, a due anni dalla morte di Royce (1933). Questo è stato sviluppato dopo il motore R, che ha permesso all'idrovolante Supermarine S.6B di battere, nel 1931, con una velocità di 547,31 km/h il precedente record della Coppa Schneider. Il Merlin era un potente motore V12 ed è stato montato in molti aerei della Seconda guerra mondiale: i britannici Hawker Hurricane, Supermarine Spitfire, De Havilland Mosquito (due motori), Avro Lancaster (quattro motori), Vickers Wellington (due motori); ha anche trasformato lo statunitense P-51 Mustang, nel forse miglior combattente del suo tempo, il suo motore era il Merlin da 1.500 hp ed era costruito da Packard sotto licenza. Oltre 160.000 motori Merlin sono stati prodotti. Il Merlin è stato montato anche sui veicoli militari come Meteor, tra gli altri è stato montato sul carro armato Centurion.
Nel periodo dopo la seconda guerra mondiale Rolls-Royce ha compiuto significativi progressi nella progettazione e fabbricazione di motori a turbina a gas. I motori turboelica Dart e Tyne sono stati particolarmente importanti, consentendo alle compagnie aeree di ridurre i tempi per viaggi brevi, mentre i motori a getto sono stati introdotti dalle compagnie aeree sui lunghi viaggi. Il motore Dart è stato usato sugli aeromobili Argosy, Avro 748, Friendship, Herald, e Viscount, mentre il più potente Tyne motorizzava l'Atlantique, C-160, Vanguard e l'hovercraft SR-N4. Molti di questi turboelica sono ancora in servizio.
Tra i motori a getto di questo periodo è stato il RB163 Spey, che motorizzava i Hawker Siddeley Trident, BAC One-Eleven, Grumman Gulfstream II e Fokker F28.
Durante la fine degli anni cinquanta e anni sessanta vi è stata una significativa razionalizzazione di tutti gli aspetti del settore aerospaziale britannico e questo include i costruttori di motori aeronautici, culminando con la fusione di Rolls-Royce e Bristol Siddeley nel 1966 (Bristol Siddeley era essa stessa risultato della fusione di Armstrong Siddeley e Bristol nel 1959). Bristol Siddeley, con la sua principale fabbrica a Filton, vicino a Bristol, ha una forte base nei motori militari, incluso l'Olympus, Viper, Pegasus e Orpheus. Essi hanno anche fabbricato l'Olympus 593 Mk610 per il Concorde.

### Motori diesel
Rolls-Royce ha iniziato a produrre motori diesel nel 1951. Inizialmente, questi sono stati destinati a trattori pesanti e di movimento terra, ma, in seguito, sono stati installati in camion (ad esempio Scammell), autobus su rotaia, automotrici, e locomotori di manovra Sentinel. I motori ferroviari sono stati spesso utilizzati con Twin Disc convertitori di coppia, che sono stati costruiti da Rolls-Royce in licenza dalla Twin Disc Frizione Società degli Stati Uniti. Rolls-Royce ha acquisito nel 1956 anche la Sentinel Shrewsbury, fabbrica per l produzione di motori diesel.

### Nazionalizzazione
I problemi finanziari, causati in gran parte dallo sviluppo del nuovo motore turboventola RB211, portarono l'azienda, anche dopo diversi sussidi in denaro,  ad essere nazionalizzata dal governo Heath nel 1971.
Nel 1973 l'attività automobilistica venne separata come entità autonoma con la creazione della Rolls-Royce Motors. L'attività principale riguardante i motori aeronautici e marini rimase di proprietà pubblica fino al 1987, quando venne privatizzata come Rolls-Royce plc, una delle tante privatizzazioni del governo Thatcher.

## Autovetture prodotte prima della scissione del 1973
Modelli Rolls-Royce:
- 1904-1906 10 hp
- 1905-1905 15 hp
- 1905-1906 20 hp
- 1905-1906 30 hp
- 1905-1906 V-8

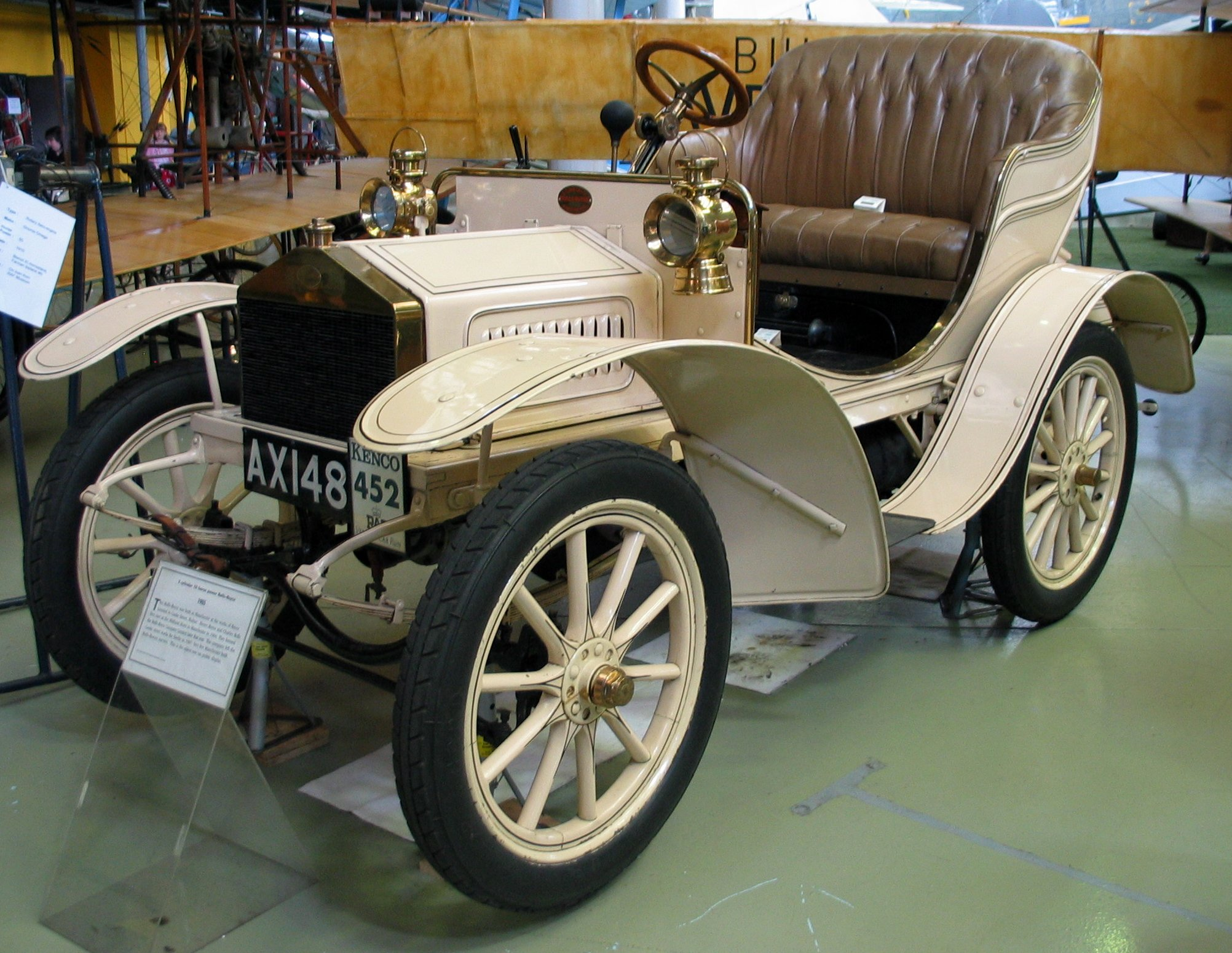
Rolls-Royce 10 H.P.

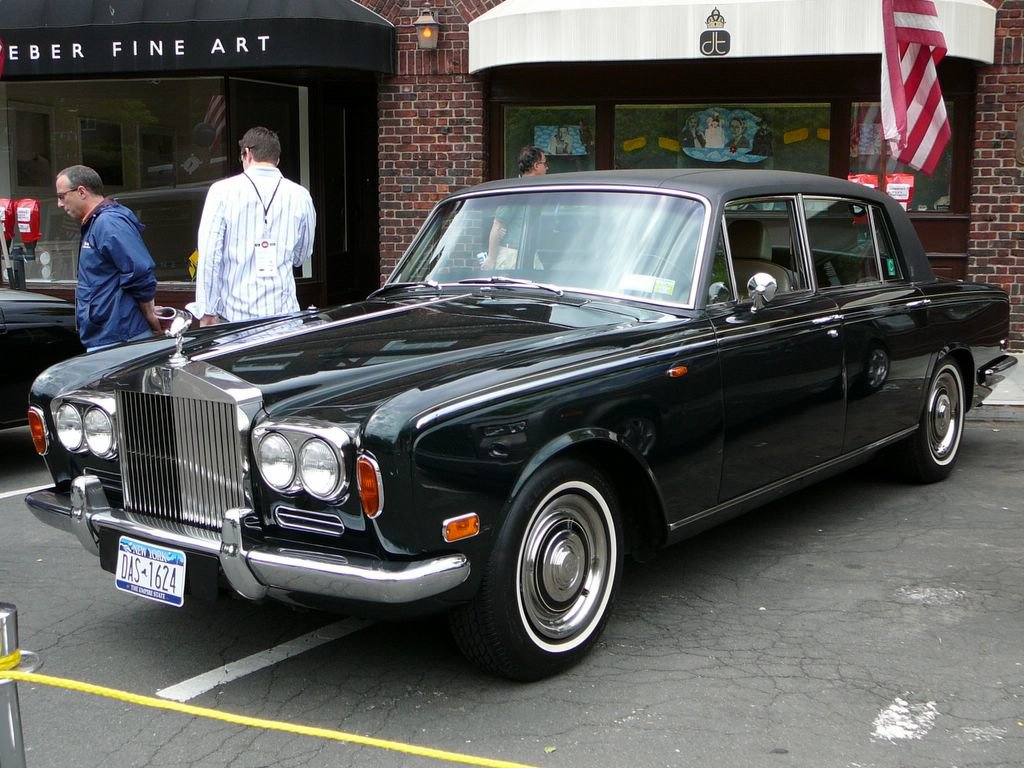
Rolls-Royce Silver Shadow

- 1907-1926 40/50 Silver Ghost (Armoured Car)
- 1922-1929 Twenty
- 1925-1929 40/50 Phantom
- 1929-1936 20/25
- 1929-1935 Phantom II
- 1936-1938 25/30
- 1936-1939 Phantom III
- 1938-1939 Wraith
- 1946-1959 Silver Wraith
- 1949-1955 Silver Dawn
- 1950-1956 Phantom IV
- 1955-1966 Silver Cloud
- 1959-1968 Phantom V
- 1968-1992 Phantom VI
- 1965-1980 Silver Shadow

Modelli Bentley (dal 1933):
- 1933-1937 Bentley 3½ Litre
- 1936-1939 Bentley 4¼ Litre
- 1940-1940 Bentley Mark VI